# 岩手県道4号釜石港線
岩手県道4号釜石港線（いわてけんどう4ごう かまいしこうせん）は、岩手県釜石市を通る県道（主要地方道）である。

## 概要
道路台帳上は釜石港（岩手県釜石市）から釜石市只越町に至る路線であるが、国道45号の新道切替によって旧道部分が県道4号となり、実質的には釜石市鈴子町まで至る道路となっている。

### 路線データ
- 実延長：1,366.0 m[1]
- 起点：釜石港[1]（釜石港湾合同庁舎前）
- 終点：釜石市鈴子町42番4地先[2]（大渡橋南交差点・国道283号交点）

## 歴史
- 1954年（昭和29年）8月16日 - 釜石港から大渡町に至る部分が、釜石港線として県道に認定される[3]。
- 1964年（昭和39年）12月28日 - 建設省から主要地方道の指定を受ける[4]。
- 1988年（昭和63年） - 国道45号釜石バイパスの開通[5]に伴い、旧道の一部（只越町 - 鈴子町）が釜石港線に編入される。
- 1993年（平成5年）5月11日 - 建設省により主要地方道に再指定される[6]。
- 2005年（平成17年）4月 - 新たな大渡橋が供用開始される[5]。

## 地理

### 通過する自治体
- 釜石市

### 交差する道路
国道45号とは立体交差しており、直接接続はしていない。
- 岩手県道242号水海大渡線（釜石市大渡町一丁目）
- 国道283号（大渡橋南交差点・釜石市鈴子町）